# Bustadtjärnen (Alanäs socken, Jämtland)
Bustadtjärnen är en sjö i Strömsunds kommun i Jämtland och ingår i Ångermanälvens huvudavrinningsområde.